# Pidlisnîi Oleksîneț, Horodok
Pidlisnîi Oleksîneț (în ucraineană Підлісний Олексинець) este localitatea de reședință a comunei Pidlisnîi Oleksîneț din raionul Horodok, regiunea Hmelnîțkîi, Ucraina.

## Demografie
Componența lingvistică a localității Pidlisnîi Oleksîneț
     Ucraineană (99,03%)
     Alte limbi (0,96%)
Conform recensământului din 2001, majoritatea populației localității Pidlisnîi Oleksîneț era vorbitoare de ucraineană (99,03%), existând în minoritate și vorbitori de alte limbi.